# 怪臉蝠屬
怪臉蝠屬（學名：Mormoops），哺乳綱、翼手目、髯蝠科的一屬，而與怪臉蝠屬（大葉怪臉蝠）同科的動物尚有裸背蝠屬（裸背蝠）等之數種哺乳動物。

## 下属物种
- 安德列斯怪脸蝠 (妖面蝠) - Mormoops blainvilli (Antillean ghost-faced bat)
- 大叶怪脸蝠 (大葉妖面蝠) - Mormoops megalophylla (Ghost-faced bat)